# سیارک ۸۹۴۳
سیارک ۸۹۴۳ (به انگلیسی: 8943 Stefanozavka، نامگذاری:1997BH3) هشت هزار و نهصد و چهل و سومین سیارک کشف شده‌است که در ۳۰ ژانویه ۱۹۹۷ کشف شد.
قدر مطلق سیارک برابر ۱۷.۸ است.